# Emanuel Couto
Emanuel Couto (ur. 6 sierpnia 1973 w Guardzie) – portugalski tenisista, reprezentant w Pucharze Davisa, olimpijczyk.

## Kariera tenisowa
Karierę zawodową Couto rozpoczął w 1990 roku, a zakończył w 2003 roku. W grze pojedynczej wygrał jeden turniej kategorii ATP Challenger Tour, w 1995 roku w Punta del Este.
W grze podwójnej Couto triumfował w jednym turnieju rangi ATP World Tour, w Porto podczas edycji z 1996 roku. Dodatkowo Portugalczyk osiągnął finał z cyklu ATP World Tour w 1995 roku w Casablance.
W latach 1994–2003 reprezentował Portugalię w Pucharze Davisa, rozgrywając łącznie 39 meczów, z których w 24 zwyciężył.
Couto dwukrotnie brał udział w igrzyskach olimpijskich, najpierw w 1992 roku w Barcelonie, a potem w 1996 roku w Atlancie. Z obu imprez odpadał w I rundzie.
W rankingu gry pojedynczej Couto najwyżej był na 174. miejscu (26 lutego 1996), a w klasyfikacji gry podwójnej na 91. pozycji (9 czerwca 1997).

### Finały w turniejach ATP World Tour
| Nazwa                        |
| ---------------------------- |
| Wielki Szlem                 |
| Igrzyska olimpijskie         |
| ATP Tour World Championships |
| ATP Masters Series           |
| ATP Championship Series      |
| ATP World Series             |

#### Gra podwójna (1–1)
| Końcowy wynik | Nr | Data            | Turniej    | Nawierzchnia | Partner            | Przeciwnicy                    | Wynik finału  |
| ------------- | -- | --------------- | ---------- | ------------ | ------------------ | ------------------------------ | ------------- |
| Finalista     | 1. | 26 marca 1995   | Casablanca | Ceglana      | João Cunha e Silva | Tomás Carbonell Francisco Roig | 4:6, 1:6      |
| Zwycięzca     | 1. | 16 czerwca 1996 | Porto      | Ceglana      | Bernardo Mota      | Joshua Eagle Andrew Florent    | 4:6, 6:4, 6:4 |